# Selva di Castelfidardo

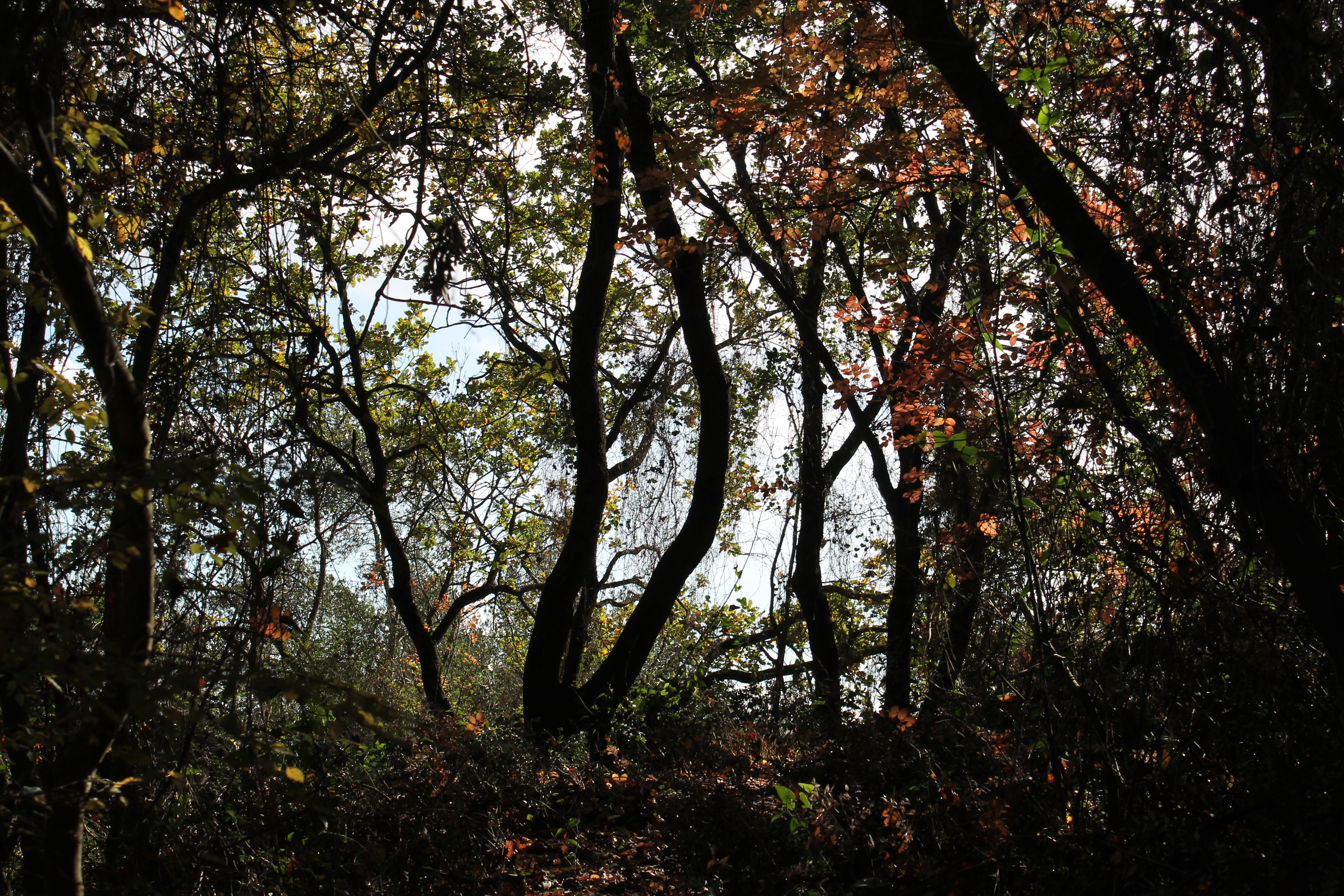
La selva di Castelfidardo

La Selva di Castelfidardo ricopre il versante nord del rilievo collinare detto Colle di Monte Oro, compreso tra  15–20 m di quota delle pendici basali fino alla sommità a quota 122 m s.l.m., dista circa 4 km dal Mare Adriatico e 8 km dal Monte Conero, ed è stata riconosciuta nel 1974 dalla Regione Marche come “Area Floristica Protetta” (Legge regionale n. 52/1974), mentre con il Progetto Bioitaly (Ministero dell'Ambiente, Direttiva 92/43/CEE “Habitat” e Rete Natura 2000), è divenuta Sito di Importanza Comunitaria (S.I.C.). Occupa una superficie di circa 36 ettari, mentre agli inizi del XVII secolo era estesa fino alla costa (in alcuni cabrei risultava di 350 ettari), tanto da essere denominata, nella porzione compresa tra i Fiumi Musone e Aspio, “Selva tutta in piano”.
Sita in località Monte Oro nel comune di Castelfidardo, è un'area boschiva che rappresenta un patrimonio naturale unico in Europa. Questo perché, rispetto agli altri ecosistemi, possiede notevoli particolarità.